# Leandro Colloredo
Leandro Colloredo COr (ur. 15 kwietnia 1639 w Colloredo di Monte Albano, zm. 11 stycznia 1709 w Rzymie) – włoski kardynał.

## Życiorys
Urodził się 15 kwietnia 1639 roku w Colloredo di Monte Albano, jako syn Fabia II Colloredo i Claudii Colloredo. W młodości wstąpił do zakonu joannitów, a w wieku 18 lat – do filipinów. Profesję wieczystą złożył w 1657 roku, a sześć lat później przyjął święcenia kapłańskie. Następnie służył w Kurii Rzymskiej i odmówił objęcia diecezji awiniońskiej. 2 września 1686 roku został kreowany kardynałem prezbiterem i otrzymał kościół tytularny San Pietro in Montorio. Dwa lata później został penitencjariuszem większym. W latach 1696–1697 pełnił funkcję kamerlinga Kolegium Kardynałów. Zmarł 11 stycznia 1709 roku w Rzymie.